# Joel Berti
Joel Berti (ur. 17 grudnia 1971 w Avon w Connecticut) – amerykański aktor telewizyjny, trener aktorstwa i fotograf. Występował w roli Williama Chandlera w operze mydlanej MyNetworkTV Fashion House: Kobiety na krawędzi (Fashion House, 2006) z Bo Derek i Morgan Fairchild. Był trenerem aktorstwa Lady Gagi, gdy przygotowywała się do roli Elizabeth w serialu American Horror Story (2015), za którą otrzymała Złoty Glob 2016.
Jego młodsza siostra Chiara Jude Berti (ur. 27 marca 1977 w Nowym Jorku) wzięła udział w trzecim sezonie programu Big Brother (2002-2003).

## Wybrana filmografia

### Filmy fabularne
- 2003: Ryba bez roweru (Fish Without a Bicycle) jako Aaron
- 2007: Beer Friday (krótkometrażowy film wideo) jako Kyle
- 2015: Who Ate My Sandwich? (film krótkometrażowy) jako detektyw Bahdaz
- 2016: Break-Up Nightmare jako Elias Light
- 2017: Brothers in Arms jako Josh

### Filmy TV
- 1994: Search and Rescue (Poszukiwanie i ratunek)
- 1994: Byle do dzwonka: Lata w college’u (Saved by the Bell: Wedding in Las Vegas, TV) jako chłopak czerwonego zespołu
- 1999: Michael Landon, ojciec wiem (Michael Landon, the Father I Knew) jako Michael Landon Jr.
- 2001: O Osmondach inaczej (Inside the Osmonds) jako Alan Osmond

### Seriale TV
- 1995: California Dreams jako Keith Del
- 1997: Jedwabne pończoszki (Silk Stockings) jako Mark Stavros
- 1997: Social Studies
- 1997: Niebieski Pacyfik (Pacific Blue) jako Donny Lynch
- 1997: Unhappily Ever After jako Johnny Stompanoto
- 1997: USA High jako Paul Ember
- 1998: Jedwabne pończoszki (Silk Stockings) jako Clancy Paulson
- 1999: Brutalne przebudzenie (Rude Awakening) jako Brian
- 1999: Stan wyjątkowy (Martial Law) jako Patrick
- 2000: Baza Pensacola (Pensacola: Wings of Gold) jako Ski
- 2000: Dotyk anioła (Touched by an Angel) jako Zach
- 2000: Niebieski Pacyfik (Pacific Blue)
- 2002: Przyjaciele (Friends) jako chłopak w kawiarni
- 2006: Fashion House: Kobiety na krawędzi (Fashion House) jako William Chandler
- 2010: Desire and Deceit jako Stoney Redstone
- 2012: Dni naszego życia (Days of Our Lives) jako George